# نظام مستضد دافي
مستضد دافي/مستقبلات شيموكين (اختصارًا DARC) المعروف أيضًا باسم بروتين السكري فاي (اختصارًا FY) أو CD234 اختصاراً لـ«مجموعة التمايز» (Cluster of Differentiation 234)، وهو بروتين يتم ترميزه في البشر بواسطة جين ACKR1.
يقع مستضد دافي على سطح خلايا الدم الحمراء، وسمى على اسم المريض الذي تم اكتشافه فيه. البروتين مُشفر بواسطة هذا الجين وهوعبارة عن بروتين غشاء سيليكوزيلاتي ومستقبلات غير محددة للعديد من المركبات الكيميائية. هذا البروتين هو أيضًا مستقبل طفيليات الملاريا البشرية كمتصورة النشيطة ومتصورة نولسية وفي طفيليات الملاريا القرود متصورة قردوحية. تعد الأشكال المتعددة في هذا الجين أساس نظام مجموعة دم دافي.

## الأهمية السريرية
تاريخيا، لم يتم تقدير دور هذا المستضد بخلاف أهميته كمستقبل لمتصورة بروتوزوا. حدد العمل الأخير عددًا من الأدوار الإضافية لهذا البروتين.

### الملاريا
على كريات الدم الحمراء، يعمل مستضد دافي كمستقبل لغزو طفيلي الملاريا البشري (P. vivax وP. knowlesi)، حيث ظهر لأول مرة في عام 1980، ويُعتقد أن الأفراد الذين لا يملكون المستضد دافي بأن كريات الدم الحمراء لديهم لا تَعبر في المستقبل الذي يقاوم غزو الأقسومات. برغم من إبلاغ عن عدوى المتصورة النشيطة في أطفال لا يملكون مستضد دافي في كينيا، إلا أنه يشير إلى دوره في مقاومة المرض وليس العدوى. قد يلعب هذا المستضد أيضًا دورًا عند غزو كرات الدم الحمراء من طفيل الملاريا لدى القوارض P. yoelii. الحاتمة Fy6 مطلوبة عند غزو المتصورة النشيطة.
يبدو أن الحماية من الملاريا المتصورة النشيطة التي يمنحها غياب مستضد دافي محدودة للغاية في أفضل الأحوال في مدغشقر. بالرغم من أن 72٪ من الذين لا يملكون مستضد دافي، فإن 8.8٪ منهم كانوا من حاملي المتصورة النشيطة بدون أعراض. تم العثور على الملاريا أيضًا في أنغولا وغينيا الاستوائية في الأفراد الذين لا يملكون لدافي. كما تم الإبلاغ عن الملاريا المتصورة النشيطة في فرد سلبي لمستضد دافي في موريتانيا. تم الإبلاغ عن إصابات مماثلة في البرازيل وكينيا. تم الإبلاغ عن حالات إصابة إضافية في الأفراد السلبيين لمستضد دافي من الكونغو  وأوغندا. وجدت دراسة أجريت في البرازيل عن الحماية من المتصورة النشيطة التي قدمها نقص مستضد دافي عدم وجود مقاومة تفاضلية لمرض الملاريا النشيطة بين الأفراد الموجبين والسلبيين لمستضد دافي.
يُستخدم قرد نانسي ما؛ كنموذج حيواني لعدوى المتصورة النشيطة، حيث يمتلك كريات الدم الحمراء لهذا النوع مستضد دافي ويستخدم هذا المستضد كمستقبل لـ P. vivax على كريات الدم الحمراء في هذا النوع.

### الربو
الربو أكثر شيوعًا ويميل إلى أن يكون أكثر حدة عند المنحدرين من أصل أفريقي. يبدو أن هناك ارتباطًا مع كل من مستويات غلوبيولين مناعي هـ الكلية والربو والطفرات في مستضد دافي.

### عملية تصنيع كريات الدم
يلعب مستضد دافي دورًا أساسيًا في تكون الدم. في الواقع، خلايا الدم الحمراء المنواة الموجودة في نخاع العظام لديها تعبير عالٍ عن DARC ، مما يسهل اتصالها المباشر بالخلايا الجذعية المكونة للدم. يؤدي عدم وجود خلايا الدم الحمراء DARC إلى تغيير تكوين الدم بما في ذلك الخلايا الجذعية والسلفية، مما يؤدي في النهاية إلى ظهور العدلات المتميزة من الناحية الظاهرية ونتيجة لذلك، فإن العدلات الناضجة للأفراد السلبيين لدافي تحمل «أسلحة» جزيئية أكثر ضد مسببات الأمراض المعدية. لذلك، تعتمد الأنماط الفسيولوجية البديلة لتكوين الدم ومخرجات خلايا نخاع العظام على التعبير عن DARC في سلالة الكريات الحمر.

### السرطان
التفاعلات بين مثبط الورم الخبيث KAI1 على الخلايا السرطانية ومستقبل السيتوكين DARC على الخلايا الوعائية المجاورة يمنع ورم هجرة الخلايا السرطانية. في عينات سرطان الثدي البشري، يرتبط التعبير المنخفض عن بروتين DARC بشكل كبير بحالة مستقبلات هرمون الاستروجين، سواء في العقدة الليمفاوية أو النقائل البعيدة وضعف البقاء على قيد الحياة.

### عدوىHIV
تم العثور على علاقة بين القابلية للإصابة بفيروس نقص المناعة البشرية والتعبير عن مستضد دافي. يبدو أن عدم وجود مستقبلات DARC يزيد من قابلية الإصابة بفيروس نقص المناعة البشرية. وأن غياب مستقبلات DARC يؤدي إلى إبطاء تقدم المرض.

### سرطان البروستاتا
اقترح العمل التجريبي أن تعبير DARC يمنع نمو ورم البروستاتا. الرجال المنحدرين من أصل أفريقي أسود أكثر عرضة للإصابة بسرطان البروستاتا من الرجال من أصل قوقازي أو آسيوي (نسبة حدوث أعلى بنسبة 60٪ ومضاعفة معدل الوفيات مقارنة بالقوقازيين). ومع ذلك، فقد تم اختبار مساهمة DARC في هذا الخطر المتزايد في الذكور الجامايكيين من أصل أفريقي أسود. وجد أنه لا يمكن أن يعزى أي من المخاطر المتزايدة إلى جين DARC. سبب هذا الخطر المتزايد غير معروف حتى الآن.

## روابط خارجية
- DARC+protein,+human في المكتبة الوطنية الأمريكية للطب نظام فهرسة المواضيع الطبية (MeSH).